# Turuhansk
Turuhansk (în rusă Туруха́нск) este o localitate rurală (selo) și centrul administrativ al raionului Turuhansk din ținutul Krasnoiarsk (Rusia), fiind situată la 1.474 kilometri (916 mi) nord de orașul Krasnoiarsk, la confluența râurilor Enisei și Nijniaia Tunguska.

## Istorie
Turuhansk a fost fondat în 1607 ca tabără de iarnă (зимовье) pentru negustori și militarii cazaci, fiind una dintre primele așezări rusești din Siberia. După incendiile dezastruoase din colonia de muncă Mangazeia din 1619, 1642 și 1662, o mare parte a populației acelui oraș s-a mutat la Turuhansk, care a devenit cunoscut sub numele de Novaia Mangazeia. În 1677 a fost amenajat acolo un fort din lemn, dotat cu tunuri. Așezarea rurală a găzduit unul dintre cele mai mari târguri din Siberia și a primit statutul de oraș în 1785. Orașul a intrat în declin după 1822.
În Imperiul Rus și în Uniunea Sovietică, satul Turuhansk (și zona învecinată) a fost folosit adesea ca destinație a persoanelor exilate din motive politice. Printre persoanele exilate aici au fost Iulius Martov, Iakov Sverdlov (1913-1916), Iosif Stalin, Lev Kamenev, Ariadna Efron (fiica Marinei Țvetaeva) și arhiepiscopul Luka Voino-Iasenețki (1924).
Satul adăpostește în prezent un Muzeu al Exilului Politic, care a fost deschis în 1941 și unde se află patul pe care a dormit Stalin în timpul exilului său în localitate. Muzeul a fost reamenajat în 1991 și conține o colecție de obiecte ale exilaților. În sat se mai află Mănăstirea „Sf. Treime”, fondată în 1657, și o biserică din piatră, care a fost construită în perioada 1779-1787.

## Populație
Populația localității a avut următoarea dinamică: 200 (1897), 8,869 (recensământul din 1989),  4,849 (recensământul din 2002) și 4,662 (recensământul din 2010).

## Transport
Orașul este deservit de Aeroportul Turuhansk.

## Climă
Clima localității Turuhansk este clasificată ca subarctică continentală (Dfc) în sistemul de clasificare climatică Köppen și ca subarctică continentală (taiga), cu veri blânde și ierni foarte reci (ECld) în sistemul de clasificare climatică Trewartha.
| Date climatice pentru Turukhansk | Date climatice pentru Turukhansk | Date climatice pentru Turukhansk | Date climatice pentru Turukhansk | Date climatice pentru Turukhansk | Date climatice pentru Turukhansk | Date climatice pentru Turukhansk | Date climatice pentru Turukhansk | Date climatice pentru Turukhansk | Date climatice pentru Turukhansk | Date climatice pentru Turukhansk | Date climatice pentru Turukhansk | Date climatice pentru Turukhansk | Date climatice pentru Turukhansk |
| Luna                             | Ian                              | Feb                              | Mar                              | Apr                              | Mai                              | Iun                              | Iul                              | Aug                              | Sep                              | Oct                              | Nov                              | Dec                              | Anual                            |
| -------------------------------- | -------------------------------- | -------------------------------- | -------------------------------- | -------------------------------- | -------------------------------- | -------------------------------- | -------------------------------- | -------------------------------- | -------------------------------- | -------------------------------- | -------------------------------- | -------------------------------- | -------------------------------- |
| Maxima medie °C (°F)             | −21.4 (−6.5)                     | −18.6 (−1.5)                     | −9 (16)                          | −1.7 (28,9)                      | 6.2 (43,2)                       | 16.8 (62,2)                      | 22.0 (71,6)                      | 17.9 (64,2)                      | 9.4 (48,9)                       | −2 (28)                          | −14.6 (5,7)                      | −19.8 (−3.6)                     | −1,2 (29,8)                      |
| Media zilnică °C (°F)            | −25.4 (−13.7)                    | −23.2 (−9.8)                     | −15.1 (4,8)                      | −7.9 (17,8)                      | 1.3 (34,3)                       | 11.4 (52,5)                      | 16.5 (61,7)                      | 13.1 (55,6)                      | 5.6 (42,1)                       | −5 (23)                          | −18.6 (−1.5)                     | −23.9 (−11.0)                    | −5,9 (21,4)                      |
| Minima medie °C (°F)             | −29.5 (−21.1)                    | −27.3 (−17.1)                    | −20.3 (−4.5)                     | −13.7 (7,3)                      | −2.9 (26,8)                      | 6.7 (44,1)                       | 11.5 (52,7)                      | 9.0 (48,2)                       | 2.7 (36,9)                       | −7.8 (18)                        | −22.4 (−8.3)                     | −28 (−18)                        | −10,2 (13,6)                     |
| Minima istorică °C (°F)          | −57 (−71)                        | −55.3 (−67.5)                    | −50 (−58)                        | −42 (−44)                        | −26.6 (−15.9)                    | −8.2 (17,2)                      | 0.1 (32,2)                       | −2.1 (28,2)                      | −17.6 (0,3)                      | −39.7 (−39.5)                    | −50 (−58)                        | −55.2 (−67.4)                    | −57 (−71)                        |
| Precipitații mm (inches)         | 36 (1.42)                        | 28 (1.1)                         | 32 (1.26)                        | 33 (1.3)                         | 39 (1.54)                        | 56 (2.2)                         | 64 (2.52)                        | 77 (3.03)                        | 65 (2.56)                        | 75 (2.95)                        | 50 (1.97)                        | 42 (1.65)                        | 597 (23,5)                       |
| Umiditate [%]                    | 76                               | 76                               | 73                               | 65                               | 64                               | 64                               | 69                               | 77                               | 79                               | 84                               | 80                               | 77                               | 74                               |
| Nr. mediu de zile ploioase       | 0                                | 0                                | 1                                | 6                                | 12                               | 18                               | 17                               | 20                               | 20                               | 11                               | 1                                | 0.1                              | 105                              |
| Nr. mediu de zile cu ninsoare    | 28                               | 24                               | 24                               | 16                               | 8                                | 0.5                              | 0                                | 0                                | 2                                | 18                               | 26                               | 28                               | 174                              |
| Sursă: pogoda.ru.net             |                                  |                                  |                                  |                                  |                                  |                                  |                                  |                                  |                                  |                                  |                                  |                                  |                                  |